# أورخان مراد عثمان أوغلي
أورخان مراد عثمان أوغلي (بالتركية: Orhan Murad Osmanoğlu)‏ (ولد في 16 ديسمبر عام 1972 في مدينة هنلي أون تيمز في بريطانيا) هو أحد أعضاء الأسرة العثمانية، وينحدر من السلاطين العثمانيين الذين حكموا السلطنة العثمانية من عام 1299 حتى تأسيس جمهورية تركيا في عام 1923.
أورخان مراد عثمان أوغلي هو من نسل السلطان مراد الخامس، السطان الثالث والثلاثون لآل عثمان ومن نسل السلطان محمد الخامس، الحاكم الخامس والثلاثون من بني عثمان.
أورخان مراد هو الابن الأكبر للأمير عثمان صلاح الدين بن علي واثب أفندي، وتلقى تعليمه في كلية فيكتوريا بالإسكندرية، ودرس في معهد المحاسبين القانونيين في لندن، وتخرج محاسبًا قانونيًا.

## الزواج
في  مدينة وندسور في 18 فبراير 2001، تزوج مراد من البرازيلية باتريشيا إوتي، ابنة جواو إوتي، وهي من أصل إيطالي، وتزوج من  فيرا براتز الألمانية.
رُزق بإبنان من زوجة الأولى.

## عودة الاهتمام بالسلالة العثمانية
منذ عام 2000 كان هناك اهتمام متزايد بالأفراد الأحياء من الأسرة العثمانية، داخل تركيا وخارجها.
وفي عام 2006، التقى أفراد الأسرة في قصر طولمة باغجة لعرض الفيلم الوثائقي "Osmanoğlu'nun Sürgünü" («المنفى العثماني») من إنتاج قناة TRT (مؤسسة الإذاعة والتلفزيون التركية).
وعرض هذا الفيلم الوثائقي كذلك قصص أفراد الأسرة العثمانية الذين ذهبوا إلى المنفى في عام 1924، بعد قيام الجمهورية التركية وإلغاء الخلافة العثمانية.
ثم عرض قصص أحفادهم، الذين يعيشون الآن في تركيا وأوروبا والولايات المتحدة وجميع أنحاء الشرق الأوسط.
وقام الفيلم بتغطية واسعة لهذا الحدث، ونجحت السلسلة الوثائقية كثيرًا في تعريف الناس بالعائلة العثمانية.
قام آلاف المشيعين بالمشي في جنازة أرطغرل عثمان في سبتمبر 2009.